# Советское Иглайкино
Советское Иглайкино — поселок в Челно-Вершинском районе Самарской области в составе сельского поселения Краснояриха.

## География
Находится на расстоянии примерно 15 километров по прямой на юго-запад от районного центра села Челно-Вершины.

## История
Поселок был основан в 1921 году переселенцами из деревни Ново-Иглайкино Татарской АССР.

## Население
Постоянное население составляло 43 человека (татары 98%) в 2002 году, 33 в 2010 году.